# Волосо Северное
Волосо Северное (Волосо Северный, Волос Северный; бел. Во́ласа Паўно́чны, Во́лас Паўно́чны) — озеро в Браславском районе Витебской области Беларуси. Относится к бассейну реки Друйка. Входит в Браславскую группу озёр и находится на территории национального парка «Браславские озёра».

## Географическое положение
Озеро Волосо Северное располагается в 6,5 км к северо-востоку от города Браслав. Неподалёку от озера находятся деревни Волосо, Посёлок Обабье, Леошки, Заборье. Высота водного зеркала над уровнем моря составляет 131,2 м.
Волосо Северное относится к северо-восточной части Браславской группы озёр. К востоку от водоёма располагаются озёра, составляющие Обабинскую группу.
В некоторых источниках озёра Волосо Северное и Волосо Южное описываются как единый объект, состоящий из двух плёсов — более широкого северного и более глубокого южного. Однако гидрологический режим обоих плёсов несколько различается, что позволяет рассматривать их как два разных водоёма.

## Морфология
Площадь зеркала составляет 4,21 км², длина — 3,56 км, наибольшая ширина — 2,5 км. Длина береговой линии — 13,7 км. Наибольшая глубина — 29,2 м, средняя — 7,3 м. Объём воды в озере — 30,51 млн м³. Площадь водосбора — 12 км².
Котловина эворзионного типа, округлой формы. Склоны котловины местами распаханные, местами покрытые хвойно-мелколиственным лесом. Северо-восточные, восточные и южные склоны котловины высотой 8—12 м, суглинистые. Северные и западные — пологие, невысокие, песчаные. Береговая линия образует несколько заливов.
Берега песчаные, преимущественно низкие, поросшие деревьями и кустарником, местами заболоченные. На северо-востоке и востоке присутствуют возвышенные участки берега высотой до 0,5 м.
Подводная часть котловины имеет воронкообразную форму, однако дно осложнено несколькими поднятиями и островами. Мелководье узкое, песчаное, на севере и востоке выложенное валунами и галькой. Сублиторальный склон покрыт карбонатным сапропелем. Глубже дно выстлано высокозольным глинистым илом, мощность отложений которого достигает 4—5 м. Наибольшая глубина зафиксирована в центральной части озера. Ещё один глубоководный участок находится на северо-востоке.

## Гидрология
Озеро мезотрофное, слабопроточное. На северо-востоке впадает ручей из озера Ельня Малая, на северо-западе вытекает ручей в озеро Снуды. Оба ручья отличаются значительной шириной. Озёра Волосо Северное и Волосо Южное соединяются короткой широкой протокой, течение в которой не заметно. Через озеро Снуды осуществляется связь с другими Браславскими озёрами и протекающими через некоторые из них рекой Друтью.
Для водной толщи свойственно существенное изменение температуры и концентрации растворённого кислорода по мере продвижения в глубину. В летнее время вода хорошо прогревается до глубины 9—14 м, зато больше половины водной толщи имеет низкую температуру, возле дна составляющую 6,5—7,5 °C. Содержание кислорода изменяется от 100—110 % в поверхностном слое воды до 1—8 % у дна. В северо-восточном заливе на глубине 16—17 м кислород полностью исчезает, сменяясь сероводородом. Минерализация воды достигает 190 мг/л, прозрачность — 6 м.

## Флора и фауна
По берегам присутствуют разреженные заросли тростника и камыша с вкраплениями рдестов и горца земноводного. Глубже 1,5 м распространены харовые водоросли, элодея, уруть; в северо-восточном заливе также растёт телорез. Подводная растительность распространяется до глубины 6—7 м и покрывает около 65 % дна.
Фитопланктон представлен 44 видами водорослей. Общая биомасса составляет 1,2 г/м³, 50 % из которых приходится на пирофитовые водоросли, 33 % — на диатомовые, остальное — на сине-зелёные, отличающиеся наибольшим количественным разнообразием. Биомасса зоопланктона, представленного 37 видами, составляет 1—1,56 г/м³. Биомасса зообентоса — около 8 г/м².
В составе зоопланктона присутствуют лимнокалянус и бокоплав Палласа — реликтовые рачки, сохранившиеся со времён ледникового периода.
В воде обитают сиг, снеток, уклейка, щука, плотва, краснопёрка, ёрш, окунь, линь, речной угорь. Промысловый лов рыбы не запрещён, однако рыбопродуктивность озера невысока.

## Охрана природы и рекреационное использование
В XX веке заметный ущерб экологической обстановке озера нанесли неочищенные стоки животноводческой фермы, расположенной неподалёку. Наиболее пострадал северо-восточный залив, в воде которого резко выросло количество биогенных элементов и сократилась концентрация кислорода.
В 1986 году озёра Волосо Северное и Волосо Южное были включены в состав ландшафтного заказника Межозёрный (создан в 1984 году), ликвидированного в 2007 году. В настоящее время за охрану экологической системы озера отвечает непосредственно национальный парк «Браславские озёра», созданный в 1995 году.
Озеро пользуется популярностью у туристов и любителей рыбалки. Организовано платное любительское рыболовство.

## Легенды
На северном берегу озера находится Волосский камень — памятник природы, принесённая ледником гранитная глыба, к настоящему времени частично разрушенная. По одной из легенд, под ней был найден золотой клад. По другой, возле камня располагалось языческое капище.